# 月日萌花
月日 萌花（つきひ もか、1996年〈平成8年〉3月8日 - ）は、日本の女性アイドル。水槽とクレマチスのメンバー。RYUKYU IDOL、PIP(Platonics Idol Platform)、本とうたた寝。、RAYの元メンバー。またRYUKYU IDOL所属時は「もかろんちゃん」としてソロでも活動していた。沖縄県伊江島 出身。インテリアコーディネーターの資格を持つ。

## 来歴
沖縄県に生まれ、保育園から中学1年まで東京都杉並区に在住。両親の離婚と共に母方の祖母宅に移住。
沖縄本島の高校に入学後、2011年に結成したRYUKYU IDOLにオリジナルメンバーとして加入（「須崎 萌花（すざき もか）」名義）。2011年12月24日、RYUKYU IDOLの初公演にてステージデビュー。2013年6月、大学受験のために脱退。
大学入学を機に上京、2014年6月に結成された濱野智史プロデュースのアイドルグループ・PIP(Platonics Idol Platform)に加入、「柚木 萌花（ゆずき もか）」名で活動。エースとして活躍するが、運営の杜撰さ（練習に来るメンバーが自身含めフロントメンバーの3人になっていた、給料の未払いが続いた、等）や濱野の言動に対する不信感 などもあり2015年7月に卒業。
PIP卒業後、「須崎萌花」に戻し、RYUKYU IDOLに研究生として復帰。2016年5月には正規メンバーに昇格するとともに、「もかろんちゃん」としてソロ活動を開始。
2017年、ミスiD2018に応募、ファイナリストに進出。
2017年12月31日をもってRYUKYU IDOLを卒業した。
2018年4月26日、当分の間「萌花（もか）」名義で活動することをツイート。
2018年8月14日、Rocket Base（雑誌『Rocket』発行、アイドルグループ・SUMMER ROCKET運営）による「本とうたた寝。」のメンバーとして活動することを発表。それに伴い、9月28日、「柚木 萌花（ゆのき もか）」名義で活動することを発表。

### 2019年
- 4月13日、甲斐莉乃「死生祭」（ 原宿 STOROBE CAFE）にゲスト出演[10]。
- 4月15日、本とうたた寝。を卒業[11]。元・・・・・・・・・運営によるアイドルグループ・RAY に参加[12]。「月日（つきひ）」に改名[13]。
- 6月29日〜7月7日、舞台『13月の女の子』に出演[14][15]。
- 10月18日・19日、月日が出演した自主映画「ヴァージニティーブルーズ」（監督:瀧 来夢）が上映された（武蔵野美術大学進級制作展2019）[16]。
- 11月18日、歌唱イベント「月日と優美〜邂逅〜」（ゲスト:是枝優美）を開催（カラオケONE 銀座店）[17]。
- 11月23日、ミスiD2020「人の人生を笑うな。」賞を受賞[18]。

### 2020年
- 1月18日・19日、「Manhattan Attitude 第3回主催公演『重なり 往くさき』」に出演（神楽坂 セッションハウス）[19]。
- 1月26日、クラウドファンディングプロジェクトcollectionsにて『SKIP×SKIP 〜翼をください〜』を開催、茨城県 竜神大吊橋にてバンジージャンプを行った[20]。
- 2月29日、collectionsにて制作されたドキュメンタリー映像「Her record」が公開された[21]。
- 3月8日、月日生誕『ふれる春』を開催（横須賀 Younger Than Yesterday）[22]。
- 3月21日、collectionsにて『SKIP×SKIP 〜イルカの波長を感じたい〜』を開催（静岡県伊東 ドルフィンファンタジー）[23]。
- 6月2日、インターネットラジオ「月夜のベーカリー」第一夜放送[24]。
- 10月25日、月日が出演する、Coupleのミュージックビデオ「Tiny Tiny Tiny」が公開された[25]。
- 11月22日、トークイベント「くぴぽ×吉田豪のちゃんと肯定しろ！！！！！」（共演: くぴぽ・吉田豪・後藤まりこ、下北沢Flowers Loft）に出演[26]。
- 11月23日、インターネットラジオ「月夜のベーカリー」の定期配信（stand.fmにて毎週月曜日 21〜22時）開始。
- 11月24日、 短編映画を紹介するWeb番組「あしたのSHOW」にMCアシスタントとして出演[27]。

### 2021年
- 1月15日、雑誌「IDOL FILE Vol.20 ELEGANCE」にモデルとして写真掲載[28]。

- 3月28日、月日生誕 昼公演「ヴァリエーション」（渋谷LOFT HEAVEN）および夜公演「パ・ド・トロワ(1・2部)」(青山月見ル君想フ)を開催[29]。
- 6月15日、配信トークイベント「アイドルの『歌』ってどうせアレでしょ？と言わせたくない研究会」（共演: 一色萌(XOXO EXTREME)・志賀ラミー（絶対忘れるな））に出演[30]。

- 6月23日、月日主演のミュージックビデオ「コハルヒ」が公開された[31][32]。
- 11月21日、トークイベント「ゑちゃんのこの子気になる会vol.11」に出演（新宿ROCK CAFE LOFT、共演: ゑりかちゃんべいびー (APOKALIPPPS)）[33]。

### 2022年
- 1月23日、RAY 4thワンマンライブ「PRISM」をもって活動を休止[34]。
- 5月8日、RAY 3周年記念ワンマンライブ「works」に一部出演（白金高輪SELENE b2）[35]。
- 5月14日、Ringwanderung, situasion全国ツーマンツアー 「NEW ERA TOUR」直前イベント1部に出演（沖縄Output）[36]。
- 5月15日、RAY 2ndアルバムリリース記念ツアー「パラレルフレルツアー沖縄」に出演（沖縄Output）[36]。
- 5月28日、「パラレルフレルツアー東京」にて活動休止から復帰（渋谷WOMB）。
- 7月23日、RAYワンマンライブ「history」をもってRAYを脱退（新宿BLAZE）[37]。
- 7月26日、トークイベント「知世千世の #にんげんのせいかつ」に出演（横浜Naked Loft、共演: 知世千世（めろん畑a go go、The Grateful a MogAAAz）、大坪ケムタ、鈴木めがね（パピプペポは難しい））[38]。
- 8月21日、映画を語り合うイベント「鑑想会 vol. 1」開催。テーマはマリオ・バーヴァ監督「モデル連続殺人！」[39]。
- ９月10日、アイドルグループ「水槽とクレマチス」で「月日 萌花（つきひ もか）」として活動することが発表された[40]。
- 10月3日、トークライブ「My（Your） Record」開催（渋谷LOFT HEAVEN、共演: 甲斐莉乃）。
- 12月17日、クリスマスイベント「つーちゃんクリパ」開催（音楽・ダンススペース ノムラ）。

### 2023年
- 1月20日、インターネットラジオ「月日とさーやの目的地に着けません！」の定期配信（ツイキャスにて毎週金曜日 20〜21時）開始[41]。
- 5月17日、トーク&ライブイベント「つきいちッ☆」第1回開催（LOFT X Koenji、共演: 115、ゲスト: 甲斐莉乃、波浮すわ）。
- 10月30日、配信バラエティ番組「SHAKE UP WALLOP」に出演。

### 2024年
- 1月6日、月日出演のミュージックビデオ「TAIPEI GIRL SWITCHBLADE （日本語ver.）」がYouTubeにて公開[42]。
- 5月6日、月日萌花生誕『vital』を開催（横須賀 Younger Than Yesterday）[43]。
- 6月22日、「#サチフェス 〜ひとりでできるもんっ！〜」に出演（新宿NINE SPICES、共演: 引水さやか、uzu、赫灼ララン、ムラタ・ヒナギク、りんごちゃんていいます！）[44]。
- 9月29日、「引水さやか生誕祭 HOME PARTY 2024」に出演（渋谷HOME、共演: 引水さやか、りんごちゃんていいます！、今泉怜、ブロースモーカーズ）[45]。

### 2025年
- 4月26日、生誕イベント「パンも薔薇もコーヒーも」を開催（八王子中野上町古民家）[46]。

- 6月14日、歌唱イベント「Moon night party vol.1 闘いの歌姫たち」を開催（野村カルチャーアカデミー）。
- 7月4日、雑誌「IDOL FILE Vol.36」にモデルとして写真掲載[47]。

## エピソード
ソロでは、一時期「魔法少女もかろんちゃんは14歳」を名乗っていたが、名乗り始めたのが「魔法少女りりぽむ」というアイドルがストーカー被害のため引退（2016年12月）した直後で、MCで「ちょうど魔法少女の枠が空いたので」と発言した際には会場が凍りついたとのこと。
ソロのライブでは、1ステージで同じ曲を何度も繰り返し歌唱することが多く、初のオリジナル曲を作曲したCHEEBOWによると、プロデューサーから製作依頼があった際に「同じ曲を持ち時間中に何度もやるのでそれに耐えられる曲」という要望があったという。
2018年5月、Twitterに掲載した食事の写真からカロリーや栄養素をツイートするファンの男性（通称「成分計算おじさん」）の存在がインターネット上で話題になり、5月31日放送の「とくダネ!」（フジテレビ） や7月5日（4日深夜）放送の「これ書いたの…誰ですか？」（テレビ朝日） でも取り上げられた。

## 楽曲

### もかろんちゃん
※未音源化。日付はライブ初披露日
- 超絶可憐!魔法少女もかろんちゃんは設定上14歳（2017年1月7日）[49]
- 恋蛍（2017年7月20日）[54]

### 須崎萌花
- シバノソウ「アイドル」（2017年12月31日発売）にゲストボーカルとして参加[55]。

## ライブ・イベント

### ワンマン
- ド地下アイドルもかろんちゃん14歳の設定上初ワンマンライブ（2017年3月5日、新宿MARZ）
- もかろんちゃん一周年記念ワンマンライブin新宿ロフト（2017年6月2日、新宿LOFT）※ゲスト：もちろん（DJ OMOCHI from ライムベリー）、しばろん（シバノソウ）

### 鑑想会（かんそうかい）
「映画に沼る倶愛（えいがにぬまるくらぶ）」という、映画の魅力を発信する活動の一環として行っているイベント。劇場で映画を鑑賞したのち、参加者とともに映画の感想を語り合う。
| #  | 開催日         | 鑑賞作品                                                    | 監督                                      | 備考                                  |
| -- | -------------- | ----------------------------------------------------------- | ----------------------------------------- | ------------------------------------- |
| 1  | 2022年8月21日  | モデル連続殺人！                                            | マリオ・バーヴァ                          |                                       |
| 2  | 2022年9月17日  | NOPE/ノープ                                                 | ジョーダン・ピール                        |                                       |
| 3  | 2022年10月1日  | オールド・ボーイ                                            | パク・チャヌク                            |                                       |
| 4  | 2022年10月15日 | 天使の涙                                                    | ウォン・カーウァイ                        |                                       |
| 5  | 2022年10月30日 | バーフバリ 伝説誕生＜完全版＞ バーフバリ 王の凱旋＜完全版＞ | S・S・ラージャマウリ                      |                                       |
| 6  | 2022年11月13日 | ベイビー・ブローカー                                        | 是枝裕和                                  |                                       |
| 7  | 2022年11月26日 | すずめの戸締まり                                            | 新海誠                                    | 広島にて開催。                        |
| 8  | 2022年12月11日 | WANDA/ワンダ                                                | バーバラ・ローデン                        |                                       |
| 9  | 2022年12月24日 | ショーシャンクの空に                                        | フランク・ダラボン                        |                                       |
| 9  | 2022年12月24日 | パルプ・フィクション                                        | クエンティン・タランティーノ              |                                       |
| 10 | 2023年1月22日  | キッド 独裁者                                               | チャールズ・チャップリン                  |                                       |
| 11 | 2023年2月5日   | 東京上空いらっしゃいませ                                    | 相米慎二                                  |                                       |
| 12 | 2023年2月18日  | RRR                                                         | S・S・ラージャマウリ                      |                                       |
| 13 | 2023年3月5日   | FALL/フォール                                               | スコット・マン                            |                                       |
| 14 | 2023年3月18日  | 野獣死すべし                                                | 村川透                                    |                                       |
| 15 | 2023年4月2日   | エブリシング・エブリウェア・オール・アット・ワンス          | ダニエル・クワン ダニエル・シャイナート   |                                       |
| 16 | 2023年4月22日  | ツィゴイネルワイゼン                                        | 鈴木清順                                  |                                       |
| 17 | 2023年5月13日  | ザ・スーパーマリオブラザーズ・ムービー                      | アーロン・ホーバス マイケル・イェレニック |                                       |
| 18 | 2023年6月11日  | TAR/ター                                                    | トッド・フィールド                        |                                       |
| 19 | 2023年7月29日  | 君たちはどう生きるか                                        | 宮﨑駿                                    | 115と甲斐莉乃がゲスト参加。           |
| 20 | 2023年8月27日  | さらば、わが愛／覇王別姫                                    | 陳凱歌                                    | 115、甲斐莉乃、波浮すわがゲスト参加。 |
| 21 | 2023年9月23日  | パーフェクトブルー                                          | 今敏                                      | 115と甲斐莉乃がゲスト参加。           |
| 22 | 2023年10月14日 | ギルバート・グレイプ                                        | ラッセ・ハルストレム                      | 115と甲斐莉乃がゲスト参加。           |
| 23 | 2023年11月25日 | ゴジラ-1.0                                                  | 山崎貴                                    | 115がゲスト参加。                     |
| 24 | 2024年1月7日   | 鬼太郎誕生 ゲゲゲの謎                                       | 古賀豪                                    | 115がゲスト参加。                     |
| 25 | 2024年1月27日  | レザボア・ドッグス                                          | クエンティン・タランティーノ              | 115と波浮すわがゲスト参加。           |
| 26 | 2024年2月17日  | テルマ&ルイーズ                                             | リドリー・スコット                        |                                       |
| 27 | 2024年3月9日   | 梟－フクロウ－                                              | アン・テジン                              | 115、甲斐莉乃、波浮すわがゲスト参加。 |
| 28 | 2024年4月14日  | オーメン:ザ・ファースト                                     | アルカシャ・スティーブンソン              | 115がゲスト参加。                     |
| 29 | 2024年5月11日  | 街のあかり                                                  | アキ・カウリスマキ                        |                                       |
| 30 | 2024年6月22日  | オールド・フォックス 11歳の選択                             | シャオ・ヤーチュエン                      |                                       |
| 31 | 2024年7月13日  | パニック・マーケット                                        | キンブル・レンドール                      | 115がゲスト参加。                     |
| 32 | 2024年8月3日   | ツイスターズ                                                | リー・アイザック・チョン                  | 115がゲスト参加。                     |
| 33 | 2024年9月28日  | インサイド・ヘッド2                                         | ケルシー・マン                            | 115がゲスト参加。                     |
| 34 | 2024年11月3日  | TRAP                                                        | M・ナイト・シャマラン                     | 115と和泉時季がゲスト参加。           |
| 35 | 2024年11月17日 | アット・ザ・ベンチ                                          | 奥山由之                                  | 115と和泉時季がゲスト参加。           |

## 出演

### 舞台
- 「13月の女の子」
- 「重なり 往くさき」Manhattan Attitude 第3回主催ダンス公演

### ミュージックビデオ
- ナビ 「雪眼」2018年5月21日公開
- Couple「Tiny Tiny Tiny」2020年10月25日公開
- RAY「コハルヒ」2021年6月23日公開
- 水槽とクレマチス「TAIPEI GIRL SWITCHBLADE」2024年1月6日公開

### ドキュメンタリー
- 「Her Record」2020年2月29日公開

### 雑誌
- IDOL FILE Vol.03 SOLO IDOL （2017年6月15日、シンコーミュージック）
- Rocket Vol. 15 （2018年11月1日、ロケット・ベース）
- Rocket Vol. 16 （2019年1月1日、ロケット・ベース）
- IDOL FILE Vol.20 ELEGANCE （2021年1月15日、シンコーミュージック）
- IDOL FILE Vol.36（2025年7月4日、シンコーミュージック）

### インターネットラジオ
- 月夜のベーカリー - stand.fm
- 月日とさーやの目的地に着けません！ (@c:mokutsuke) - ツイキャス